# Podział administracyjny Słowacji
Podział administracyjny Słowacji jest obecnie trójstopniowy. Artykuł zawiera informacje o obecnym i historycznym podziale kraju, także w ramach innych państw takich jak Węgry i Czechosłowacja.

## Aktualny podział administracyjny Słowacji
Od 1 lipca 1996 Słowacja dzieli się na 8 krajów (słow. kraj), które dzielą się na 79 powiatów (okres), a te z kolei na 2927 gmin. Dzielnice Bratysławy i Koszyc istnieją na prawach miejskich, toteż terytorium Bratysławy podzielone jest na 5 powiatów miejskich, a terytorium Koszyc – na 4 powiaty miejskie. Kraje i gminy są jednostkami samorządu terytorialnego.
Oprócz oficjalnego podziału administracyjnego funkcjonuje nieoficjalny, tradycyjny podział na krainy geograficzno-etnograficzne, w przybliżeniu odpowiadające granicami dawnym komitatom (żupom), ale z uwzględnieniem czynników geograficznych.

### Kraje
Najwyższym szczeblem podziału administracyjnego Słowacji są kraje. Nazwy wszystkich 8 krajów odpowiadają nazwom miast, w których znajdują się siedziby ich władz. Organami krajów są przedstawicielstwo wyższej jednostki terytorialnej i przewodniczący wyższej jednostki terytorialnej. Deputowani przedstawicielstwa wybierani są na czteroletnią kadencję w wyborach powszechnych. Przewodniczący wybierany jest na czteroletnią kadencję na podstawie powszechnego, równego i bezpośredniego prawa wyborczego w tajnym głosowaniu. Przewodniczący jest organem wykonawczym, pełni funkcję administracyjną i reprezentuje kraj na zewnątrz.

Słowacja w podziale na powiaty i kraje

| Kod kraju | Kraj             | Liczba ludności (2011) | Powierzchnia (w km²) | Gęstość zaludnienia (os./km²) | Liczba gmin | Liczba powiatów |
| --------- | ---------------- | ---------------------- | -------------------- | ----------------------------- | ----------- | --------------- |
| 100       | bratysławski     | 602 436                | 2 052,6              | 293,5                         | 89          | 8               |
| 200       | trnawski         | 554 741                | 4 174,2              | 133,8                         | 251         | 7               |
| 300       | trenczyński      | 594 328                | 4 501,9              | 132,0                         | 276         | 9               |
| 400       | nitrzański       | 689 867                | 6 343,4              | 108,7                         | 354         | 7               |
| 500       | żyliński         | 688 851                | 6 808,4              | 101,2                         | 315         | 11              |
| 600       | bańskobystrzycki | 660 563                | 9 454,8              | 69,9                          | 516         | 13              |
| 700       | preszowski       | 814 527                | 8 974,5              | 90,8                          | 665         | 13              |
| 800       | koszycki         | 791 723                | 6 754,5              | 117,2                         | 461         | 11              |
| Łącznie   | 8 krajów         | 5 421 352              | 49 062               | 111,1                         | 2927        | 79              |

### Powiaty
Na terytorium Słowacji jest 79 powiatów. Mają one obecnie wyłącznie charakter statystyczny.

### Gminy
Obecnie na Słowacji funkcjonuje 2927 gmin. Jest samodzielną jednostką samorządu terytorialnego i administracyjnego. Zrzesza osoby, które w danym miejscu są zameldowane na stały pobyt. Gmina jest osobą prawną, która zgodnie z warunkami przewidzianymi przez prawo samodzielnie posiada własność, uzyskuje dochody, gospodaruje własnym majątkiem i środkami pieniężnymi. Podstawowym zadaniem gminy jest wszechstronny rozwój jego terytorium i realizacja potrzeb jej mieszkańców. Gminy mają prawo współpracować w celu osiągnięcia wspólnej korzyści. Gmina mają prawo łączyć się ze sobą oraz ustanawiać jednostki pomocnicze.
Organami gminy są gminne przedstawicielstwa (słow. obecné zastupiteľstvo) oraz starosta. Deputowani przedstawicielstw wybierani są w wyborach bezpośrednich przez mieszkańców gminy na czteroletnią kadencję. Starosta jest przedstawicielem gminy, reprezentuje ją na zewnątrz i jest jej najwyższym organem wykonawczym. Wybierany jest przez mieszkańców gminy na podstawie powszechnego, równego i bezpośredniego prawa wyborczego w tajnym głosowaniu. Kadencja starosty trwa 4 lata.

## Historyczny podział administracyjny Słowacji

### Słowacja pod panowaniem węgierskim
Wchodząca w skład Królestwa Węgier Słowacja (Górne Węgry) dzieliła się na komitaty. W tej części Węgier pokrywały się w przybliżeniu z żupami, istniejącymi wcześniej za czasów Państwa wielkomorawskiego. Na czele komitatu stał żupan. Nazwy komitatów pochodziły od nazw zamków, stanowiących siedziby żupanów.
Obok komitatów właściwych na ziemiach pogranicznych istniały również małe tzw. komitaty graniczne, służące ochronie granic. Jednostki te stopniowo zanikły do XIV wieku.
Od X do XIV wieku komitaty były jednostkami centralnej administracji królewskiej. W XIV wieku, w związku z osłabieniem władzy królów Węgier, komitaty stały się szlacheckimi okręgami samorządowymi, podległymi de facto władzy poszczególnych rodów możnowładczych. W tym okresie w stolicach poszczególnych komitatów powstała sieć zamków, stanowiących ośrodki administracji magnackiej (stąd w historiografii słowackiej słowo stolica na określenie takiego okręgu administracyjnego). Ten stan trwał do końca XVIII wieku, kiedy to cesarz Józef II w 1785 zmienił charakter administracji ziem węgierskich na centralistyczny, sprowadzając komitaty do roli okręgów administracyjnych. Pod naciskiem węgierskiej szlachty musiał się jednak wycofać z tej reformy już w 1790, przywracając status quo ante.
Po zdławieniu przez Habsburgów pierwszej rewolucji węgierskiej, w latach 1849–1850, komitaty całych Węgier zostały zgrupowane w 5 dystryktów z administracją wojskową: Bratysława, Koszyce, Sopron, Budapeszt i Oradea. Wprowadzono również język niemiecki jako urzędowy. W 1850 administracja została zmieniona na cywilną. Ta przejściowa administracja została zniesiona w 1860, kiedy to przywrócono system komitatów szlacheckich sprzed 1849, jednak nie przywracając uprawnień samorządowych.
Po powstaniu Austro-Węgier w 1867 system administracyjny nadal opierał się na sieci komitatów (żup) i powiatów. Nastąpił rozdział funkcji samorządowych i rządowych komitatu, przy czym jednak zakres władzy samorządów systematycznie uszczuplano na rzecz rządu centralnego.
Począwszy od XV wieku w poszczególnych częściach kraju kształtowała się sieć jednostek administracyjnych niższego rzędu. Komitaty zaczęły się dzielić na powiaty (t. obwody; słow. slúžnovský okres albo slúžnovský obvod, łac. processus / reambulatio, węg. szolgabírói járás, niem. Stuhlbezirk), w liczbie od 2 do 5 w komitacie. Z kolei każdy powiat dzielił się na obwody (łac. circulum), od 2 do 6 w każdym powiecie.
Obok administracji komitackiej istniały wydzielone tzw. miasta municypalne, mające osobną administrację. Na obszarze dzisiejszej Słowacji były to Koszyce, Komárno, Bratysława i Bańska Szczawnica z Białą Bańską.
Granice komitatów (żup) i ich liczba ulegały z biegiem czasu zmianom, przy czym stałą tendencją był wzrost liczby komitatów. Na terenie dzisiejszej Słowacji w X wieku istniało 8 komitatów: Pozsony, Moson, Győr, Komárom, Esztergom, Nyitra, Nograd i Torna. W 1918, po licznych zmianach polegających na podziałach i łączeniu, ich liczba doszła do 20. Były to:
| Węgierska i słowacka nazwa komitatu | Powierzchnia [km²] | Ośrodek          | Dzisiejsza przynależność państwowa | Część leżąca w dzisiejszej Słowacji [%] |
| ----------------------------------- | ------------------ | ---------------- | ---------------------------------- | --------------------------------------- |
| Abaúj-Torna / Abov-Turňa            | 3.323              | Koszyce          | Słowacja, Węgry                    | 49,5                                    |
| Pozsony / Bratislava                | 4.370              | Preszburg        | Słowacja, Węgry                    | 98,5                                    |
| Gömör és Kishont / Gemer-Malohont   | 4.289              | Rymawska Sobota  | Słowacja, Węgry                    | 91                                      |
| Hont / Hont                         | 2.633              | Šahy             | Słowacja, Węgry                    | 82                                      |
| Komárom / Komárno                   | 2.843              | Komárno          | Słowacja, Węgry                    | 48,5                                    |
| Liptó / Liptov                      | 2.247              | Liptószentmiklós | Słowacja                           | 100                                     |
| Moson / Mošon                       | 2.014              | Mosonmagyaróvár  | Słowacja, Austria, Węgry           | 4,5                                     |
| Nyitra/ Nitra                       | 5.519              | Nitra            | Słowacja                           | 100                                     |
| Nográd / Novohrad                   | 4.133              | Balassagyarmat   | Słowacja, Węgry                    | 42                                      |
| Árva / Orava                        | 3.323              | Alsókubin        | Słowacja, Polska                   | 86                                      |
| Esztergom / Ostřihom                | 1.076              | Ostrzyhom        | Słowacja, Węgry                    | 50,5                                    |
| Győr / Ráb                          | 1.527              | Győr             | Słowacja, Węgry                    | 6,5                                     |
| Szepes / Spiš                       | 3.668              | Lewocza          | Słowacja, Polska                   | 94,5                                    |
| Sáros / Šariš                       | 3.625              | Preszów          | Słowacja                           | 100                                     |
| Bars / Tekov                        | 2.724              | Aranyosmarót     | Słowacja                           | 100                                     |
| Trencsén / Trenčín                  | 4.456              | Trenczyn         | Słowacja                           | 100                                     |
| Turóc / Turiec                      | 1.123              | Turócszentmárton | Słowacja                           | 100                                     |
| Ung / Uh                            | 3.230              | Ungwar           | Słowacja, Ukraina                  | 32                                      |
| Zemplén / Zemplín                   | 6.269              | Sátoraljaújhely  | Słowacja, Węgry                    | 72                                      |
| Zolyóm / Zvolen                     | 2.730              | Bańska Bystrzyca | Słowacja                           | 100                                     |

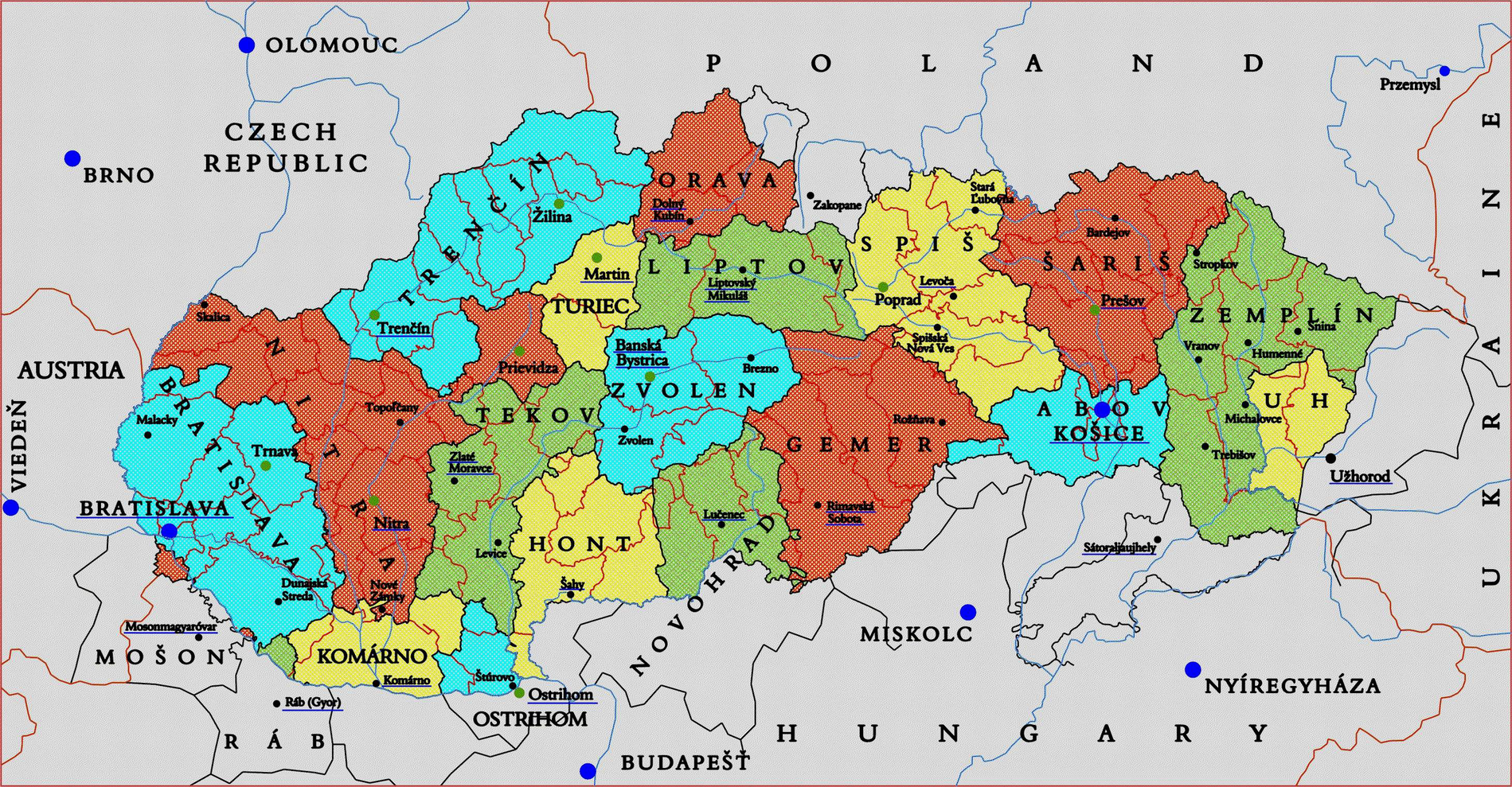
Komitaty (żupy) na terenie dzisiejszej Słowacji w 1918

W nieoficjalnym podziale komitatów przedtrianońskich Węgier na „kręgi” komitaty Słowacji należały do kręgów lewego brzegu Dunaju, prawego brzegu Dunaju i prawego brzegu Cisy.

### Słowacja w składzie Czechosłowacji

#### Lata 1918–1923
Po powstaniu Czechosłowacji podział administracyjny Słowacji początkowo pozostał niezmieniony, zarówno co do granic, jak i szczebli oraz kompetencji, z tym, że jednostki administracyjne nazywano żupami („okręgy”). Zmiany granic żup wynikały tylko z faktu rozdzielenia ich granicami:
- przyznane Słowacji części komitatów Győr, Esztergom i Komárom połączono w żupę Komárno,
- skrawki komitatu Moson przyłączono do żupy Bratysława,
- zachodnią część komitatu Ung przyłączono do żupy Zemplín.

#### Lata 1923–1928
Władze Czechosłowacji zamierzały ujednolicić administrację kraju poprzez wprowadzenie tzw. wielkich żup („wielkie okręgy”), niezależnych od dotychczasowych jednostek administracyjnych. Reforma ta została doprowadzona do końca tylko na Słowacji; w Czechach zaniechano jej ze względu na przewagę elementu niemieckiego w poszczególnych projektowanych żupach, a na Rusi Zakarpackiej pozostawiono dawny podział administracyjny. W latach 1923–1928 na Słowacji istniało sześć żup:
1. bratysławska,
2. nitrzańska,
3. nadwaska,
4. nadhrońska,
5. podtatrzańska,
6. koszycka.

#### Lata 1928–1939
Wielkie żupy przetrwały tylko do 1 lipca 1928, kiedy to weszła w życie kolejna ogólnopaństwowa reforma administracyjna. Dotychczasowe jednostki administracyjne pierwszego rzędu zastąpiono krainami (słow. krajina, cz. země), których w całej Czechosłowacji powstało 4: czeski, morawsko-śląski, słowacki i podkarpacki. Krainy dzieliły się na powiaty (okresy). Krainy miały szeroki samorząd, z własnymi organami wykonawczymi i prawodawczymi.

### Pierwsza Republika Słowacka

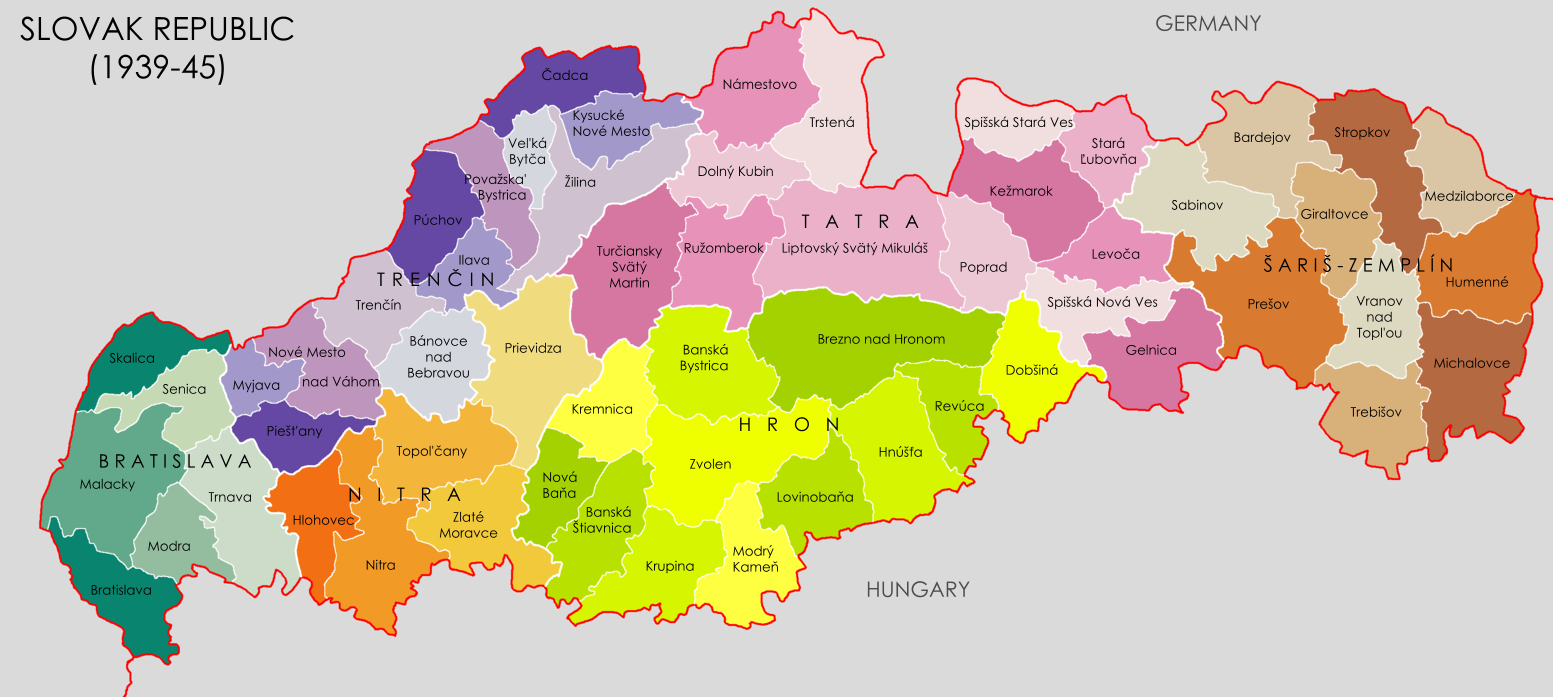
Podział administracyjny Słowacji 1938-1945

Powstała 14 marca 1939 Republika Słowacka już 1 stycznia 1940 przywróciła podział administracyjny na żupy, tworząc ich sześć. Żupy dzieliły się na 59 powiatów (Słowacja została wówczas okrojona o pograniczny pas na południu i na wschodzie, przyłączony do Węgier). Powiaty i żupy miały praktycznie te same granice, co odpowiednie jednostki z lat 1923–1928. Zgodnie z ówczesną totalitarną koncepcją władzy państwowej żupy miały bardzo ograniczone uprawnienia samorządowe.
Według stanu na 1 stycznia 1940 istniały:
- żupa bratysławska – 3667 km², 455 728 mieszkańców, 6 powiatów: Bratislava, Malacky, Modra, Senica, Skalica, Trnava
- żupa nadhrońska (z siedzibą w Bańskiej Bystrzycy) – 8587 km², 443 626 mieszkańców, 12 powiatów: Bańska Bystrzyca, Bańska Szczawnica, Brezno nad Hronom, Dobšiná, Hnúšťa, Kremnica, Krupina, Lovinobaňa, Modrý Kameň, Nová Baňa, Revúca, Zwoleń
- żupa nitrzańska – 3546 km², 335 343 mieszkańców, 5 powiatów: Hlohovec, Nitra, Prievidza, Topoľčany, Zlaté Moravce
- żupa szarysko-zemplińska (z siedzibą w Preszowie) – 7390 km², 440 372 mieszkańców, 10 powiatów: Bardejov, Giraltovce, Humenné, Medzilaborce, Michalovce, Prešov, Sabinov, Stropkov, Trebišov, Vranov nad Topľou
- żupa tatrzańska (z siedzibą w Ružomberku) – 9222 km², 463 286 mieszkańców, 13 powiatów: Dolný Kubín, Gelnica, Kežmarok, Levoča, Liptovský Svätý Mikuláš, Námestovo, Poprad, Ružomberok, Spišská Nová Ves, Spišská Stará Ves, Stará Ľubovňa, Trstená, Turčiansky Svätý Martin
- żupa trenczyńska – 5592 km², 516 698 mieszkańców, 12 powiatów: Bánovce nad Bebravou, Čadca, Ilava, Kysucké Nové Mesto, Myjava, Nové Mesto nad Váhom, Piešťany, Považská Bystrica, Púchov, Trenčín, Veľká Bytča, Žilina

### Powojenna Czechosłowacja

#### Lata 1945–1949
W odrodzonej Czechosłowacji przywrócono podział na kraje i powiaty (obowiązujący w latach 1928–1939), z tą różnicą, że jednolitą władzę państwową sprawowały rady narodowe odpowiednich szczebli.

#### Lata 1949–1960
Po reformie z 1948 całe państwo podzielono na kraje, dzielące się na powiaty. Na Słowacji powstało 6 krajów, skupiających 79 powiatów:
1. bratysławski,
2. bańskobystrzycki,
3. koszycki,
4. nitrzański,
5. preszowski,
6. żyliński.

### Lata 1960–1990
Kolejna reforma administracyjna w Czechosłowacji miała miejsce 1 lipca 1960. Liczba krajów spadła do 10, liczba powiatów do 108. Na Słowacji powstały trzy kraje („województwa”), skupiające 33 powiaty:
- zachodniosłowacki (Západoslovenský kraj) z siedzibą w Bratysławie,
- środkowosłowacki (Stredoslovenský kraj) > z siedzibą w Bańskiej Bystrzycy,
- wschodniosłowacki (Východoslovenský kraj) z siedzibą w Koszycach.

Kraje i powiaty stanowiły obszary działania rad narodowych właściwych szczebli. Od 22 marca 1968 Bratysława jako stolica Słowacji została odrębną jednostką administracyjną o statusie równym statusowi kraju.
Opisany stan trwał do 1990, z tym, że od 1 lipca 1971 liczba powiatów wzrosła do 37.

#### Lata 1990–1993
Kolejna reforma administracyjna w 1990 zniosła system rad narodowych i podział państwa na kraje.

### Republika Słowacka

#### Lata 1993–1996
Przez pierwsze trzy lata istnienia niepodległa Słowacja utrzymywała dwustopniowy podział administracyjny na powiaty i gminy, odziedziczony po Czechosłowacji.

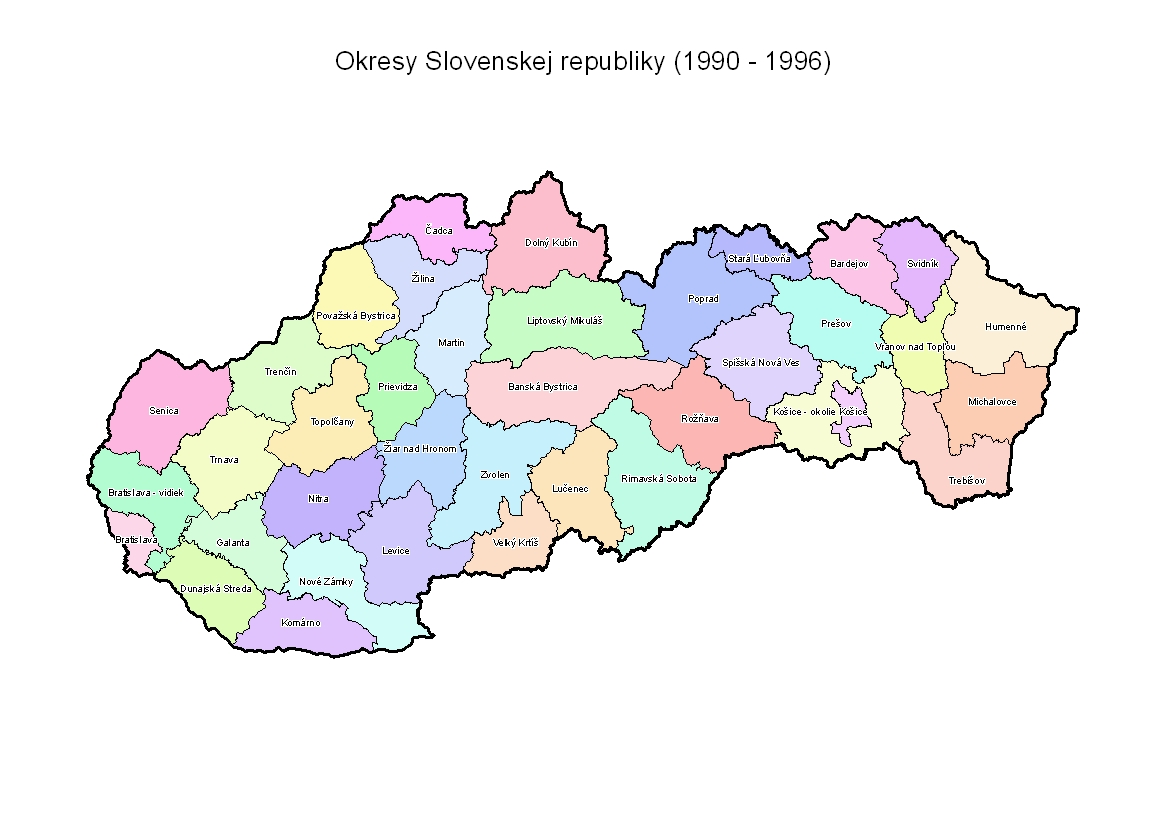
Podział administracyjny Słowacji w latach 1990–1996